# Prix Kovalevskaïa (pays en développement)
Pour les articles homonymes, voir Kovalevski.
Le prix Kovalevskaïa est une distinction scientifique destinée à distinguer et à promouvoir la recherche scientifique chez les femmes spécialisées dans les sciences dans les pays en développement. Il est décerné au Vietnam, au Pérou, au Mexique, à Cuba, en Afrique du Sud.
Un autre prix éponyme, le prix Sofia Kovalevskaïa est décerné en Allemagne par la Fondation Alexander von Humboldt.

## Histoire
Fondé en 1985, ce prix porte le nom de la mathématicienne russe Sofia Kovalevskaïa (1850-1891). Il a été fondé par Neal et Ann Hibner Koblitz (en), celle-ci étant l'auteur d'une biographie de Sofia Kovalevskaïa dont les bénéfices ont permis de financer ce prix via leur Fonds Kovalevskaia.
Le prix met à l'honneur le fait que « les femmes scientifiques, par leur talent, leur intelligence et leur créativité, ont abouti à de nombreux résultats scientifiques dont les applications concrètes ont contribué au développement socioéconomique du pays ».

## Lauréates en Afrique du Sud
Le prix est décerné pour la première fois le 26 novembre 2014 à Victoria Falls au Zimbabwe, par la Southern Africa Mathematical Sciences Association (SAMSA). L'accord entre la SAMSA et le Fonds Kovalevskaia prévoir que ces "Kovalevskaia Research Grants" sont décernés tous les deux ans, l'un en mathématiques pures, l'autre en mathématiques appliquées.
- 2014 : Beth Nyambura Kiratu (mathématiques pures, université de Nairobi) et Theresia Marijani (mathématiques appliquées, Université de Dar es Salaam)[5].

## Lauréates au Vietnam
Le prix est remis à l'occasion de la Journée internationale des femmes et distribué par l’Union des femmes vietnamiennes.
- 2017 : Dr Trân Vân Khanh et Trân Vân Khanh
- 2015 : Dr Dang Thi Cam Ha (Institut des biotechnologies de l'Académie des sciences et technologies), et Dr Pham Thi Ngoc Thao (directrice adjointe de l'hôpital Cho Ray d'Ho Chi Minh-Ville)[6].
- 2014 : Nguye˜n Thi Kim Lan (University of Agriculture and Forestry) et un collectif de femmes scientifiques menant un projet de recherche sur l’utilisation des technologies cellulaires dans le traitement des lésions de la surface oculaire (Hanoi Medical University).
- 2013 : Nguyên Thi Bich Thuy (Institut des sciences et des technologies du transport et des communications)[7] et Le Thi Luan (Hanoi Center for Research and Production of Vaccines and Biologicals).
- 2012 : Bach Khanh Hoa (Institut central d’hématologie et de transfusion sanguine) et le collectif des femmes chercheurs du Centre de biologie expérimentale[8].
- 2011 : Vu Thi Thu Ha (Institut de chimie industrielle du Vietnam) et Le Thi Thanh Nhan (mathématiques, Université des Sciences naturelles)[9].
- 2010 : Lương Chi Mai (Institute of Information Technology) et Nguyễn Thị Lộc (Cuu Long Delta Rice Research Institute).
- 2008–2009 : Pham Thi Thuy (Laboratoire de recherche sur les insectes, Vietnam Center for Agricultural Research), Le Thi Thuy (Animal Husbandry Institute) et Phan Thi Tuoi (traduction par une machine et processus naturel du langage)[5].
- 2007 : Dang Thi Kim Chi (Institute for Environmental Science and Technology) ; une équipe de chercheuses de l'Institut national de nutrition[5].
- 2006 : Nguyen Thi Ngoc Tram (Centre de production et de recherche pharmaceutique) ; une équipe de chercheuses du département de physique de l'université Deof Hanoi[5].
- 2005 : Nguye˜n Thi Hong (Vietnam Institute of Agricultural Engineering) ; une équipe de chercheuses du  Department of Petroleum Microbiology ((Institut de Biotechnologie)[5].
- 2003-2004 : Prof. Dr Tran Thi Luyen(Nha Trang Aquaculture University); Prof. Nguyen Thi Thu Ha(Hematology Faculty of the Central Army Hospital); deux groupes de femmes scientifiques, l'un du Chemical Institute (Polymer Pharmaceutical Unit), l'autre de Traphaco Share-Stock Company[10].

- 1985 : Bùi Thị Tý et Nguyễn Thị Kim Chi.

## Lauréates à Cuba
- 2015 : Karina Garcıa Martınez (immunologie mathématique), Elizabeth Rodrıguez Querts (propagation photonique dans le graphène), Margarita Suarez Navarro (chimie des fullerènes)[5].
- 2013 : Leda Menendez Carrera (écologie de la mangrove), Gladys Jimenez Rivera (registre des essais cliniques), Meilyn Rodrıguez Hernandez (immunothérapies dérivées des plantes).
- 2011 : Sofıa Behar Jequın (Faculty of Mathematics and Computer Science, université de La Havane), Kalyanne Fernandez Suarez (National Institute of Agricultural Sciences), Tania Farias Pi˜neira et Aramis Rivera Denis (Institute of Materials Sciences, université de La Havane).
- 2009 : Aurora Perez Martınez (physique, Institute of Cybernetics, Mathematics, and Physics), Aurora Perez Gramatges (chimie, Institute of Technology and Applied Sciences), Mailing Alvarez Vera (microbiologie, Pedro Kourı Institute of Tropical Medicine).
- 2007 : Edelsys Codorniu Hernandez (chimie, Applied Technology Institute), Ana Esther Cabal et Angelina Dıaz Gonzalez (imagerie médicale, Center for Applied Technology and Nuclear Development), Hortensia Marıa Rodrıguez et Margarita Suarez Navarro (chimie, université de La Havane)
- 2005 : Elena Vigil (Physique, Université de La Havane), Violeta Fernandez-Santana (étude des antigènes synthétiques, Université de La Havane) et une équipe de chercheuses du Center for Microelectronics Research[5].

## Lauréates au Mexique
Le prix est décerné par la Société mathématique mexicaine et la Fondation Sofía Kovalevskaïa.